# 霧罕
霧罕，舊稱貓里霧罕，是台灣宜蘭縣壯圍鄉的一個傳統地域名稱，位於該鄉南部。相較於今日行政區，其範圍大致為新南村東南部。

## 歷史
台灣清治末期，霧罕地區為一街庄，稱為「霧罕庄」，隸屬於民壯圍堡。該庄昔日東隔宜蘭河與廍後庄為界，南隔濁水溪（今名蘭陽溪）與茅仔藔庄、下三結庄為界，西邊為南興庄，北邊為新興庄。
1901年（日治明治三十四年）11月，廢縣廳改設二十廳，該庄隸屬於宜蘭廳，編入第十六區。1905年（明治三十八年）7月，該區改名「民壯圍區」。1909年（明治四十二年）10月，合併二十廳為十二廳，該庄仍隸屬於宜蘭廳。1920年（大正九年），廢十二廳改設五州二廳，該庄改制為「霧罕」大字，隸屬於臺北州宜蘭郡壯圍庄。
戰後壯圍庄改制為壯圍鄉，隸屬於臺北縣，大字亦改制為村。1950年10月，北、基、宜分治，壯圍鄉改隸屬於宜蘭縣。

## 聚落
本地區發展較早的聚落有貓里霧罕、西霧罕（霧罕）等，在日治期初期的官方地圖上已有記載。

## 交通
省道台2線是台灣濱海公路系統之一，其中基隆至蘇澳路段又稱為「北部濱海公路」，大致以縱向蜿蜒經過霧罕地區東部。由該道路向北可前往頭城、貢寮、瑞芳等地，向南可前往五結、蘇澳等地。
鄉道宜16線是外員山至東港的道路，其東側端點位於本地區東部台2線高架橋下。由此向西蜿蜒而行，出境後可前往南興、壯二南部、四鬮、珍子滿力、外員山並止於於省道台7線路口。

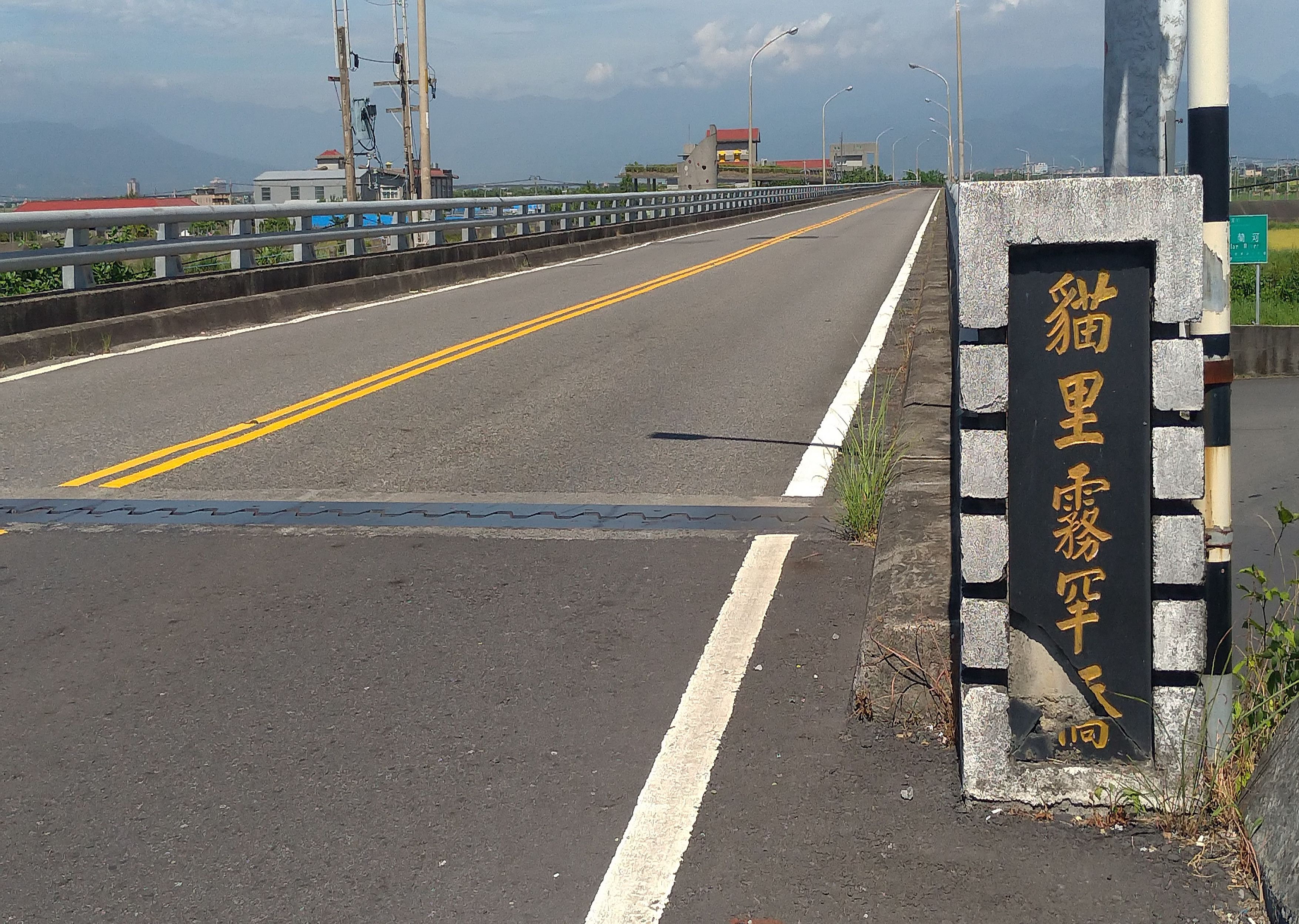
貓里霧罕橋

鄉道宜20線是下壯五至東港的道路，大致以西北—東南走向轉西北西—東南東走向再轉橫向經過本地區東北部邊界地帶。由該道路向西北可前往新興、下壯五並止於省道台7線路口，向東過宜蘭河貓里霧罕橋可前往廍後並止於省道台2線路口。